# Mormia bezzii
Mormia bezzii är en tvåvingeart som beskrevs av Salamanna 1983. Mormia bezzii ingår i släktet Mormia och familjen fjärilsmyggor.
Artens utbredningsområde är Italien. Inga underarter finns listade i Catalogue of Life.